# توماس ثوربورن
توماس ثوربورن (بالسويدية: Thomas Thorburn)‏ هو اقتصادي سويدي، ولد في 13 أبريل 1913، وتوفي في 13 مارس 2003.